# Театр кіноактора імені Михайла Туманішвілі
Театр кіноактора імені Михайла Туманішвілі (груз. თუმანიშვილის თეატრი) — театр, відкритий у Тбілісі 14 січня 1978 року на базі однойменої театральної майстерні.

## Історія театру
Створенню повноцінного театру передувала експериментальна студія, сформована 1975 року режисером Михайлом Туманішвілі для підготовки акторів кіно. Серед студійців були студенти Державного театрального інституту імені Ш. Руставелі, що навчалися на курсі режисера.
Особливістю театру є відкрита сцена, що досягається з допомогою чудового освітлення та відсутністю завіси. Зала розрахована на 200 глядачів, є просторе фоє, а також поруч розташовано кафе. За час існування театральна трупа брала участь в багатьох фестивалях в країнах Європи, США та Австралії. Міжнародне визнання отримали такі постановки театру, як «Бакулині свині», «Сон літньої ночі», «Дон Жуан».
Протягом театрального сезону, що триває з жовтня по липень глядачі можуть побачити, як авторські постановки, так і класику. Серед найбільш популярних постановок «Чінчкара», «Антигон», «Сон літньої ночі», «В темній кімнаті», «Тигр».
1996 року керівник театру Михайло Туманішвілі помер. З тих пір і до сьогодні його справу продовжують учні. Біля будівлі закладу, що розташувався в тбіліському районі Чугуреті, встановлено скульптуру засновника Туманішвілі.